# Neuweltliches Kleinsthörnchen
Das Neuweltliche Kleinsthörnchen (Sciurillus pusillus) ist ein wenig erforschtes Hörnchen des tropischen Südamerikas. Es lebt im nördlichen Brasilien, im Nordosten Perus, in Französisch-Guyana und Guayana.

## Merkmale
Mit einer Kopf-Rumpf-Länge von zehn Zentimetern und einer Schwanzlänge von zwölf Zentimetern ist dies die zweitkleinste Hörnchen-Art der Welt. Kleinsthörnchen haben eine braune Fellfarbe. Sie bewohnen die Wipfelregion des tropischen Regenwaldes. Hier laufen sie schnell umher und suchen nach Früchten, Nüssen und Baumrinde. Auffällig an diesem Tier ist der schrille Ruf, der dem Zirpen einer Heuschrecke ähnelt.

## Systematik
Die systematische Einordnung des Kleinsthörnchens ist ungewiss. Es wurde lange in die Nähe der Neuweltlichen Zwerghörnchen gestellt. McKenna und Bell dagegen sahen in ihrer Klassifikation alle anderen Baumhörnchen als Schwestergruppe des Kleinsthörnchens an. Neue kladistische Analysen geben sogar Anlass zu der Vermutung, dass das Kleinsthörnchen überhaupt nicht zu den Baumhörnchen gehört, sondern einen eigenen Zweig der Hörnchen stellt. Dem Rechnung tragend, werden sie von Carleton und Musser in einer eigenen Unterfamilie, Sciurillinae, geführt.
Auch neuere Werke wie das Handbook of the Mammals of the World führen das Kleinsthörnchen heute als eigenständig innerhalb der Sciurillinae.

## Belege
1. ↑  Michael D. Carleton, Guy G. Musser: Order Rodentia. In: Don E. Wilson, DeeAnn M. Reeder (Hrsg.): Mammal Species of the World. A taxonomic and geographic Reference. 2 Bände. 3. Auflage. Johns Hopkins University Press, Baltimore MD 2005, ISBN 0-8018-8221-4, S. 745–1600.
2. ↑  Sciurillus pusillus In: Richard W. Thorington Jr., John L. Koprowski, Michael A. Steele: Squirrels of the World. Johns Hopkins University Press, Baltimore MD 2012; S. 30–31. ISBN 978-1-4214-0469-1
3. ↑  J.L. Koprowski, E.A. Goldstein, K.R. Bennett, C. Pereira Mendes: Neotropical Pygmy Squirrel Sciurillus pusillus. In: Don E. Wilson, T.E. Lacher, Jr., Russell A. Mittermeier (Hrsg.): Handbook of the Mammals of the World: Lagomorphs and Rodents 1. (HMW, Band 6) Lynx Edicions, Barcelona 2016, ISBN 978-84-941892-3-4, S. 711.